# Lista de membros da Royal Society eleitos em 1986
Esta é uma lista de Membros da Royal Society eleitos em 1986.

## Fellows of the Royal Society (FRS)
1. Adrian Gill (1937-1986)[2]
2. Thomas Nelson Marsham (1923-1989)[3]
3. Allan Wilson (1934-1991)[4]
4. Dennis Chapman (1927-1999)[5]
5. Michael Smith (1932-2000)[6]
6. Harold Ridley (1906-2001)[7]
7. Vulimiri Ramalingaswami (1921-2001)[8]
8. John Marmion Edmond (1943-2001)[9]
9. Sir William Mitchell (1925-2002)[10]
10. John Argyris (1916-2004)[11]
11. Gordon Richard Wray (1928-2005)[12]
12. Michael Augustine Raftery (d. 2007)
13. Peter Berners Fellgett (d. 2008)
14. Sir Ian Axford (d. 2010)[13]
15. Sir Gabriel Horn (1927-2012)[14]
16. Martin Fleischmann (d. 2012)[15]
17. Sir Roy Malcolm Anderson
18. Sir Alec Broers[16]
19. Geoffrey Burnstock
20. John Clarke
21. Peter Day
22. Richard Dixon
23. Simon Donaldson[17]
24. John Dowell
25. Charon Robin Ganellin
26. John Rodney Guest
27. Werner Israel[18]
28. Sir Alec Jeffreys[19]
29. Allen Kerr
30. Christopher John Leaver[20][21]
31. George Lorimer[22]
32. Robert Hall Michell
33. Keith Moffatt
34. Peter Damian Richardson
35. Raymond Smallman[23]
36. Charles James Matthew Stirling
37. Sir John Sulston[24][25]
38. Dame Jean Olwen Thomas
39. Sir David James Wallace
40. Elizabeth Warrington

## Foreign Members of the Royal Society (ForMemRS)
1. Piet Borst[26]
2. Albert Eschenmoser
3. Antonio García-Bellido
4. Joseph Keller
5. Edwin Land (1909-1991)[27]
6. Shosaku Numa (1929-1992)[28]

## Elected under Statute 12
1. Roger Makins, 1st Baron Sherfield (1904-1996)[29]